# 小栗吉忠
小栗吉忠（1527年—1590年10月14日）是日本戰國時代至安土桃山時代的武將、代官。父親是小栗忠吉。

## 生平
在大永7年（1527年）出生。於三河小栗氏的居城三河國筒針城（現今愛知縣岡崎市筒針町）長大。仕於松平廣忠，擔任小姓，後來受廣忠下賜偏諱，改名為吉忠。在廣忠死後，仕於松平元康。在桶狹間之戰、三河一向一揆、以及與今川氏真的掛川城攻防戰等戰事中，率領被稱為「小栗黨」的一族戰鬥，被賜予遠江國中泉8百24貫文之地、同心41人（被稱為「小栗同心」）。
此後，以奉行身份，開始在內政方面活動，被稱為「三遠奉行」（非正式役職名）。主要負責在以遠江為中心檢地、支配寺社領、街道整備等。天正10年（1582年），在甲州征伐後，迎接凱旋而在東海道遊覧的織田信長，與淺井道忠等人一同在天龍川架橋，並整備附近的宿場等。因為這些功績，受信長褒美。
天正10年（1582年）5月，與前往安土城拜謁信長的家康同行，之後，在和泉國堺遊覧時，京都發生本能寺之變。與出奔並在堺隱居的伊奈忠次一同協助家康穿越伊賀國，令忠次被認可歸返，並置於同心配下。後來，忠次成為小栗同心的中心人物，更以後繼者的形式，在江戶幕府的內政方面，成為建立基礎的代官頭、關東郡代。
從天正15年（1586年）及後數年間，在五國總檢地中，與配下的小栗同心進行檢地。
天正18年（1590年），在小田原征伐中，於駿河國吉原（現今靜岡縣富士市）架橋，被任命負責豐臣秀吉的饗應（飲食），並代替出陣的家康，帶病擔任駿府城留守役，並在城內病倒、死去。享年64歲。法名宗善。
墓所在三河國宮崎的三論宗秦寶寺，在慶長2年（1592年），因為家康之命而被移至江戶。現在東京都千代田區的心法寺。

## 外部連結
- 武家家伝＿小栗氏 （页面存档备份，存于）